# Ouarzazate
Ouarzazate er en by i det sydlige Marokko, med 79.218(2024) indbyggere. Byen er hovedstad i en provins af samme navn, og ligger ved randen af Atlas-bjergkæden.
30°55′N 6°55′V / 30.917°N 6.917°V
- Wikimedia Commons har flere filer relateret til Ouarzazate

1. ↑  2024 Moroccan census (fra Wikidata).